# Martina Navratilova
Martina Navratilova (tiếng Séc: Martina Navrátilová; sinh ngày 18 tháng 10 năm 1956 tại Praha, Tiệp Khắc) là cựu vận động viên quần vợt nữ số một thế giới người Mỹ gốc Tiệp Khắc. Billie Jean King đã nhận xét về Navratilova, "Bà là tay vợt đơn - đôi nữ - đôi nam nữ vĩ đại nhất từ trước đến nay." Steve Flink, trong cuốn sách The Greatest Tennis Matches of the Twentieth Century (Các trận đấu quần vợt vĩ đại nhất thế kỉ XX), đã xếp bà là nữ tay vợt thành công thứ 2 trong thế kỷ 20, chỉ sau tay vợt người Đức Steffi Graf. Tạp chí tennis đã chọn bà là tay vợt nữ vĩ đại nhất trong vòng 40 năm từ 1965-2005.
Navratilova đã giành tới 18 danh hiệu Grandslam đơn, 31 danh hiệu Grandslam đôi nữ (kỷ lục), và 10 danh hiệu Granslam đôi nam nữ. Bà đã vào chơi trận chung kết đơn nữ giải Wimbledon 12 lần, bao gồm 9 lần liên tiếp từ năm 1982-1990, và hiện đang giữ kỷ lục về 9 lần vô địch Wimbledon. Bà và King mỗi người giành tới 20 danh hiệu Wimbledon, cũng là một kỷ lục nữa. Navratilova là một trong 3 tay vợt nữ đạt được danh hiệu Grandslam ở cả ba nội dung đơn nữ, đôi nữ và đôi nam nữ. Bà còn nắm giữ kỷ lục tay vợt có nhiều danh hiệu đơn nhất (167) và nhiều danh hiệu đôi nhất (177) trong thời kỳ mở. Navratilova, Margaret Court, và Maureen Connolly Brinker chia sẻ kỷ lục về số danh hiệu Grandslam liên tiếp (6). Navratilova đã vào chơi 11 trận chung kết Grandslam đơn nữ liên tiếp, đứng thứ hai so với con số 13 của Steffi Graf. Trong nội dung đôi nữ, Navratilova và Pam Shriver đã thắng 109 trận liên tiếp và giành trọn 4 giải Grandslam năm 1984.
Mặc dù xuất thân từ Tiệp Khắc nhưng Navratilova đã mất quyền công dân khi chuyển sang Mỹ sống năm 1975 lúc 18 tuổi. Đến năm 1981 thì bà được nhập quốc tịch Mỹ. Ngày 9 tháng 1 năm 2008, bà được trao trả lại quốc tịch Cộng hòa Séc.

## Các danh hiệu Grand Slam

### Đơn nữ

#### Vô địch (18)
| Năm  | Giải             | Đối thủ trận chung kết | Tỉ số            |
| 1978 | Wimbledon        | Chris Evert            | 2–6, 6–4, 7–5    |
| 1979 | Wimbledon (2)    | Chris Evert            | 6–4, 6–4         |
| 1981 | Úc Mở rộng       | Chris Evert            | 6–7(4), 6–4, 7–5 |
| 1982 | Pháp Mở rộng     | Andrea Jaeger          | 7–6(6), 6–1      |
| 1982 | Wimbledon (3)    | Chris Evert            | 6–1, 3–6, 6–2    |
| 1983 | Wimbledon (4)    | Andrea Jaeger          | 6–0, 6–3         |
| 1983 | Mỹ Mở rộng       | Chris Evert            | 6–1, 6–3         |
| 1983 | Úc Mở rộng (2)   | Kathy Jordan           | 6–2, 7–6(5)      |
| 1984 | Pháp Mở rộng (2) | Chris Evert            | 6–3, 6–1         |
| 1984 | Wimbledon (5)    | Chris Evert            | 7–6(5), 6–2      |
| 1984 | Mỹ Mở rộng (2)   | Chris Evert            | 4–6, 6–4, 6–4    |
| 1985 | Wimbledon (6)    | Chris Evert            | 4–6, 6–3, 6–2    |
| 1985 | Úc Mở rộng (3)   | Chris Evert            | 6–2, 4–6, 6–2    |
| 1986 | Wimbledon (7)    | Hana Mandlíková        | 7–6(1), 6–3      |
| 1986 | Mỹ Mở rộng (3)   | Helena Suková          | 6–3, 6–2         |
| 1987 | Wimbledon (8)    | Steffi Graf            | 7–5, 6–3         |
| 1987 | Mỹ Mở rộng (4)   | Steffi Graf            | 7–6(4), 6–1      |
| 1990 | Wimbledon (9)    | Zina Garrison          | 6–4, 6–1         |

#### Á quân (14)
| Năm  | Giải         | Đối thủ trận chung kết  | Tỉ số               |
| 1975 | Úc Mở rộng   | Evonne Goolagong Cawley | 6–3, 6–2            |
| 1975 | Pháp Mở rộng | Chris Evert             | 2–6, 6–2, 6–1       |
| 1981 | Mỹ Mở rộng   | Tracy Austin            | 1–6, 7–6(4), 7–6(1) |
| 1982 | Úc Mở rộng   | Chris Evert             | 6–3, 2–6, 6–3       |
| 1985 | Pháp Mở rộng | Chris Evert             | 6–3, 6–7(4), 7–5    |
| 1985 | Mỹ Mở rộng   | Hana Mandliková         | 7–6(3), 1–6, 7–6(2) |
| 1986 | Pháp Mở rộng | Chris Evert             | 2–6, 6–3, 6–3       |
| 1987 | Úc Mở rộng   | Hana Mandliková         | 7–5, 7–6(1)         |
| 1987 | Pháp Mở rộng | Steffi Graf             | 6–4, 4–6, 8–6       |
| 1988 | Wimbledon    | Steffi Graf             | 5–7, 6–2, 6–1       |
| 1989 | Wimbledon    | Steffi Graf             | 6–2, 6–7(1), 6–1    |
| 1989 | Mỹ Mở rộng   | Steffi Graf             | 3–6, 7–5, 6–1       |
| 1991 | Mỹ Mở rộng   | Monica Seles            | 7–6(1), 6–1         |
| 1994 | Wimbledon    | Conchita Martínez       | 6–4, 3–6, 6–3       |

### Đôi nữ

#### Vô địch (31)
| Năm  | Giải             | Người đánh cặp   | Đối thủ trận chung kết                | Tỉ số            |
| 1975 | Pháp Mở rộng     | Chris Evert      | Julie Anthony Olga Morozova           | 6–3, 6–2         |
| 1976 | Wimbledon        | Chris Evert      | Billie Jean King Betty Stöve          | 6–1, 3–6, 7–5    |
| 1977 | Mỹ Mở rộng       | Betty Stöve      | Renee Richards Betty Ann Grubb Stuart | 6–1, 7–6         |
| 1978 | Mỹ Mở rộng (2)   | Billie Jean King | Kerry Melville Reid Wendy Turnbull    | 7–6, 6–4         |
| 1979 | Wimbledon (2)    | Billie Jean King | Betty Stöve Wendy Turnbull            | 5–7, 6–3, 6–2    |
| 1980 | Mỹ Mở rộng (3)   | Billie Jean King | Pam Shriver Betty Stöve               | 7–6, 7–5         |
| 1980 | Úc Mở rộng       | Betsy Nagelsen   | Ann Kiyomura Candy Reynolds           | 6–4, 6–4         |
| 1981 | Wimbledon (3)    | Pam Shriver      | Kathy Jordan Anne Smith               | 6–3, 7–6(6)      |
| 1982 | Pháp Mở rộng (2) | Anne Smith       | Rosemary Casals Wendy Turnbull        | 6–3, 6–4         |
| 1982 | Wimbledon (4)    | Pam Shriver      | Kathy Jordan Anne Smith               | 6–4, 6–1         |
| 1982 | Úc Mở rộng (2)   | Pam Shriver      | Claudia Kohde-Kilsch Eva Pfaff        | 6–4, 6–2         |
| 1983 | Wimbledon (5)    | Pam Shriver      | Rosemary Casals Wendy Turnbull        | 6–2, 6–2         |
| 1983 | Mỹ Mở rộng (4)   | Pam Shriver      | Rosalyn Fairbank Candy Reynolds       | 6–7(4), 6–1, 6–3 |
| 1983 | Úc Mở rộng (3)   | Pam Shriver      | Anne Hobbs Wendy Turnbull             | 6–4, 6–7, 6–2    |
| 1984 | Pháp Mở rộng (3) | Pam Shriver      | Claudia Kohde-Kilsch Hana Mandlíková  | 5–7, 6–3, 6–2    |
| 1984 | Wimbledon (6)    | Pam Shriver      | Kathy Jordan Anne Smith               | 6–3, 6–4         |
| 1984 | Mỹ Mở rộng (5)   | Pam Shriver      | Anne Hobbs Wendy Turnbull             | 6–2, 6–4         |
| 1984 | Úc Mở rộng (4)   | Pam Shriver      | Claudia Kohde-Kilsch Helena Suková    | 6–3, 6–4         |
| 1985 | Pháp Mở rộng (4) | Pam Shriver      | Claudia Kohde-Kilsch Helena Suková    | 4–6, 6–2, 6–2    |
| 1985 | Úc Mở rộng (5)   | Pam Shriver      | Claudia Kohde-Kilsch Helena Suková    | 6–3, 6–4         |
| 1986 | Pháp Mở rộng (5) | Andrea Temesvári | Steffi Graf Gabriela Sabatini         | 6–1, 6–2         |
| 1986 | Wimbledon (7)    | Pam Shriver      | Hana Mandlíková Wendy Turnbull        | 6–1, 6–3         |
| 1986 | Mỹ Mở rộng (6)   | Pam Shriver      | Hana Mandlíková Wendy Turnbull        | 6–4, 3–6, 6–3    |
| 1987 | Úc Mở rộng (6)   | Pam Shriver      | Zina Garrison Lori McNeil             | 6–1, 6–0         |
| 1987 | Pháp Mở rộng (6) | Pam Shriver      | Steffi Graf Gabriela Sabatini         | 6–2, 6–1         |
| 1987 | Mỹ Mở rộng (7)   | Pam Shriver      | Kathy Jordan Elizabeth Sayers Smylie  | 5–7, 6–4, 6–2    |
| 1988 | Úc Mở rộng (7)   | Pam Shriver      | Chris Evert Wendy Turnbull            | 6–0, 7–5         |
| 1988 | Pháp Mở rộng (7) | Pam Shriver      | Claudia Kohde-Kilsch Helena Suková    | 6–2, 7–5         |
| 1989 | Úc Mở rộng (8)   | Pam Shriver      | Patty Fendick Jill Hetherington       | 3–6, 6–3, 6–2    |
| 1989 | Mỹ Mở rộng (8)   | Hana Mandlíková  | Mary Joe Fernández Pam Shriver        | 5–7, 6–4, 6–4    |
| 1990 | Mỹ Mở rộng (9)   | Gigi Fernández   | Jana Novotná Helena Suková            | 6–2, 6–4         |

#### Á quân (6)
| Năm  | Giải       | Người đánh cặp      | Đối thủ trận chung kết               | Tỉ số         |
| 1977 | Wimbledon  | Betty Stöve         | Helen Gourlay Cawley JoAnne Russell  | 6–3, 6–3      |
| 1979 | Mỹ Mở rộng | Billie Jean King    | Betty Stöve Wendy Turnbull           | 7–5, 6–3      |
| 1981 | Úc Mở rộng | Pam Shriver         | Kathy Jordan Anne Smith              | 6–2, 7–5      |
| 1985 | Wimbledon  | Pam Shriver         | Kathy Jordan Elizabeth Sayers Smylie | 5–7, 6–3, 6–4 |
| 1985 | Mỹ Mở rộng | Pam Shriver         | Claudia Kohde-Kilsch Helena Suková   | 6–7, 6–2, 6–3 |
| 2003 | Mỹ Mở rộng | Svetlana Kuznetsova | Virginia Ruano Pascual Paola Suárez  | 6–2, 6–3      |

### Đôi nam nữ

#### Vô địch (10)
| Năm  | Giải             | Người đánh cặp  | Đối thủ trận chung kết                  | Tỉ số                |
| 1974 | Pháp Mở rộng     | Ivan Molina     | Rosalia Reyes Darmon Marcelo Lara       | 6–3, 6–3             |
| 1985 | Pháp Mở rộng (2) | Heinz Günthardt | Paula Smith Francisco González          | 2–6, 6–3, 6–2        |
| 1985 | Wimbledon        | Paul McNamee    | Elizabeth Sayers Smylie John Fitzgerald | 7–5, 4–6, 6–2        |
| 1985 | Mỹ Mở rộng       | Heinz Günthardt | Elizabeth Sayers Smylie John Fitzgerald | 6–3, 6–4             |
| 1987 | Mỹ Mở rộng (2)   | Emilio Sánchez  | Betsy Nagelsen Paul Annacone            | 6–4, 6–7(6), 7–6(12) |
| 1993 | Wimbledon (2)    | Mark Woodforde  | Tom Nijssen Manon Bollegraf             | 6–3, 6–4             |
| 1995 | Wimbledon (3)    | Jonathan Stark  | Cyril Suk Gigi Fernández                | 6–4, 6–4             |
| 2003 | Úc Mở rộng       | Leander Paes    | Eleni Daniilidou Todd Woodbridge        | 6–4, 7–5             |
| 2003 | Wimbledon (4)    | Leander Paes    | Anastassia Rodionova Andy Ram           | 6–3, 6–3             |
| 2006 | Mỹ Mở rộng (3)   | Bob Bryan       | Květa Hrdličková Peschke Martin Damm    | 6–2, 6–3             |

#### Á quân (6)
| Năm  | Giải         | Người đánh cặp  | Đối thủ trận chung kết             | Tỉ số         |
| 1986 | Wimbledon    | Heinz Günthardt | Kathy Jordan Ken Flach             | 6–3, 7–6(7)   |
| 1986 | Mỹ Mở rộng   | Peter Fleming   | Raffaella Reggi Sergio Casal       | 6–4, 6–4      |
| 1988 | Úc Mở rộng   | Tim Gullickson  | Jana Novotna Jim Pugh              | 5–7, 6–2, 6–4 |
| 1993 | Mỹ Mở rộng   | Mark Woodforde  | Helena Suková Todd Woodbridge      | 6–3, 7–6(6)   |
| 2004 | Úc Mở rộng   | Leander Paes    | Elena Bovina Nenad Zimonjić        | 6–1, 7–6(3)   |
| 2005 | Pháp Mở rộng | Leander Paes    | Daniela Hantuchová Fabrice Santoro | 3–6, 6–3, 6–2 |

## Gia đình
Ngày 15.12.2014, Navratilova (58 tuổi) đã làm đám cưới với người bạn gái lâu năm của mình Julia Lemigova (42 tuổi) tại New York. Cả hai hiện sống tại Florida. Lemigova là hoa hậu cuối cùng của Liên Xô, trước khi nước này sụp đổ vào năm 1991.